# Харьковский военный округ

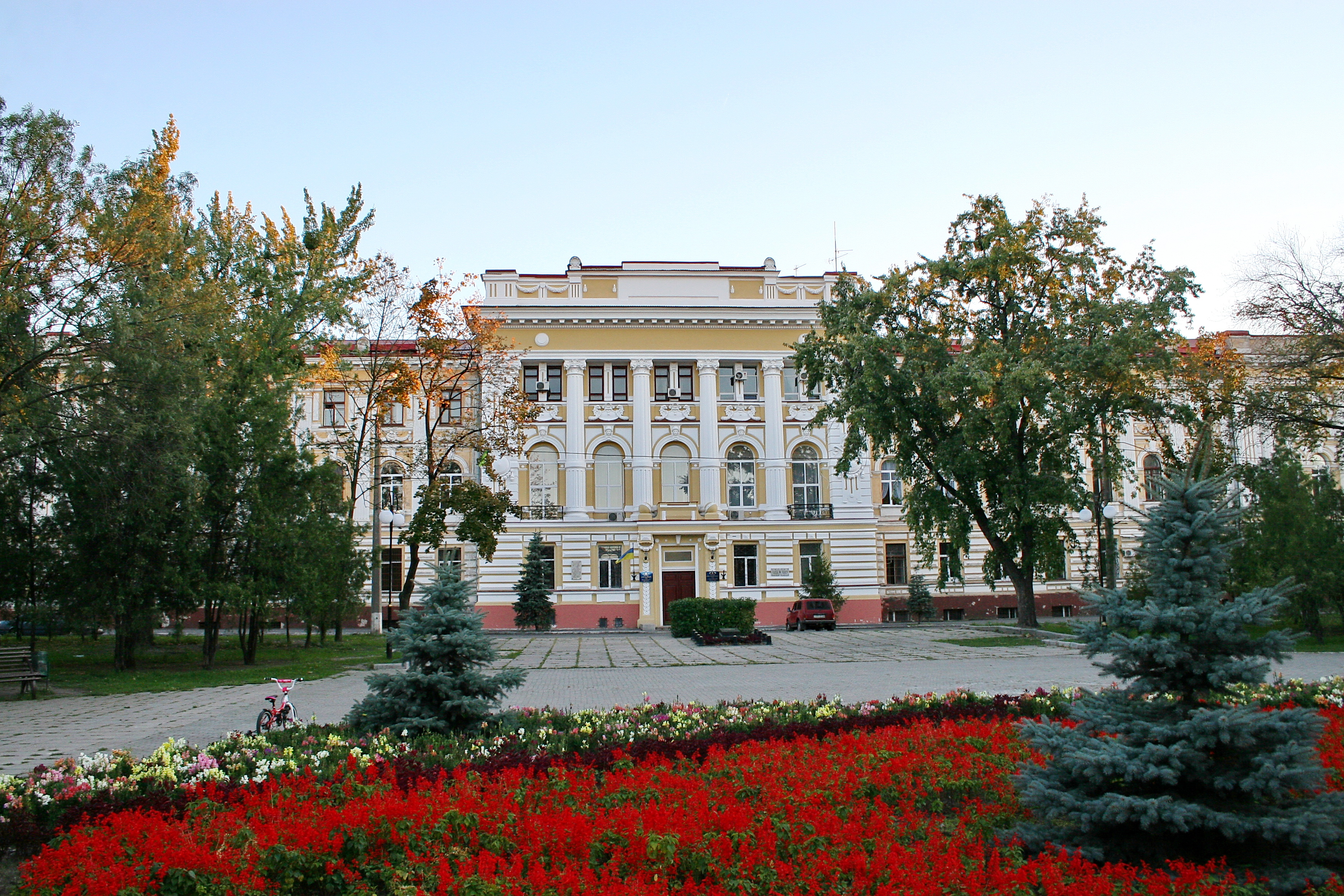
Здание в Харькове, в котором работали, в разное время, штабы Харьковского военного округа, Юго-Западного фронта и 18-й армии.

Ха́рьковский вое́нный о́круг — формирование (оперативно-стратегическое территориальное объединение, военный округ) в Русской Императорской армии в 1864 — 1888 годах, Вооружённых силах Украины и Крыма и Вооружённых сил СССР в 1919 — 1922, 1935—1941 и 1943 — 1946 годах.
Сокращённое действительное наименование применяемое в рабочих документах — ХВО. Управление (штаб, службы, отделы и так далее) военного округа находилось в Харькове.

## История
Впервые Харьковский военный округ был создан во время военной реформы Александра II и министра Д. А. Милютина 6 августа 1864 года. Территория округа включала Харьковскую, Полтавскую, Черниговскую, Курскую, Орловскую и Воронежскую губернии Российской империи. Некоторое время в 80-х годах XIX века командующий войсками округа одновременно занимал должность временного Харьковского генерал-губернатора. Эту должность занимали граф М. Т. Лорис-Меликов, князь А. М. Дондуков-Корсаков и князь Д. И. Святополк-Мирский. Приказом по Военному ведомству от 31 октября 1888 года за № 221, с 1 ноября 1888 года округ был упразднён, Воронежская и Орловская губернии вошли в состав Московского ВО, а остальные — Киевского ВО.
В годы Гражданской войны Харьковский военный округ был образован советской властью 27 января 1919 года на территории Харьковской, Екатеринославской, Полтавской и Черниговской губерний, но 16 сентября того же года расформирован в связи с потерей территории из за гражданской войны и интервенции. Вместо этого белогвардейцами, взявшими Харьков 25 июня 1919 года, была образована Харьковская военная область, просуществовавшая до декабря (до потери Харькова войсками Деникина). В декабре 1919 года после взятия города РККА Харьковский военный округ был образован вновь, но в апреле 1922 года упразднён. Его войска были подчинены командованию Вооружённых Сил Украины и Крыма. В июне того же года на базе этих Вооружённых Сил сформирован Украинский военный округ  (УВО), включавший всю территорию Украины (управление — в Харькове, а с 1934 года в Киеве).
17 мая 1935 года в соответствии с приказом Народного Комиссара Обороны Союза ССР № 079 ХВО вновь создан в результате разделения Украинского военного округа на Харьковский и Киевский. В его состав включены территории Харьковской, Донецкой (с 1938 года Сталинской, Ворошиловградской и Днепропетровской) областей УССР и Крымская АССР. Командующим войсками Харьковского военного округа назначен И. Н. Дубовой. К 1941 году в Харьковский военный округ входили Сталинская (с 1964 года Донецкая), Ворошиловградская (с 1990 г. Луганская), Полтавская, Сумская, Харьковская,  и Черниговская  области.
26 ноября 1941 года ХВО был упразднён в связи с оккупацией Украины немецко-фашистскими войсками. 25 сентября 1943 года вновь воссоздан, кроме указанных выше территорий дополнительно включал Днепропетровскую, Запорожскую область и Крымскую АССР (18 декабря 1944 года передана в Одесский ВО). Черниговская область была ещё ранее — 15 октября 1943 года — передана в Киевский ВО. 4 февраля 1946 года был преобразован в Харьковский территориальный ВО и вошёл в состав Киевского военного округа, 6 мая 1946 года — расформирован.

## 1919 год
В феврале руководителями советского правительства Украины принято решение о формировании Автоброневого дивизиона особого назначения при Совете Народных Комиссаров УССР.,
После окончания советско-польской войны на территории Украинской Социалистической Советской Республики военные органы управления Красной армии перестраиваются на мирную организацию.

## 1920 год
3 декабря 1920 года председатель Революционного военного совета издал приказ № 2660/532 о создании на базе Полевого управления Южного фронта Советской России Управления Вооружённых сил Украины и Крыма. 10 декабря командующим Вооружёнными силами Украины и Крыма назначен М. В. Фрунзе. Место пребывания управления город Харьков.
Вооружённые силы составили войска двух округов — Киевского, окружной военный комиссар Шарапов В. В. и Харьковского и Управления Украинской запасной армии.
Харьковский военный округ в составе: Харьковской, Екатеринославской, Полтавской, Таврической и Донской губернии, с местом пребывания окружного комиссариата в г. Харькове.

## 1922 год. Слияние округа
21 апреля 1922 года Совет Труда и Обороны принял постановление в Вооружённых Силах Украины и Крыма (командующий Фрунзе, Михаил Васильевич) о слиянии Киевского военного округа (командующий войсками округа Якир, Иона Эммануилович) и Харьковского военного округа (командующий войсками округа Корк А. К.) в Юго-Западный военный округ.
Командующим войсками Юго-Западного военного округа назначен М. Я. Германович. Управление округа находилось в городе Харькове.

## 1935 год
Формирование округа
17 мая 1935 года стало точкой отсчёта новой военной административной структуры Красной Армии. Вместо прежней структуры создавались 13 военных округов — Московский, Ленинградский, Белорусский, Киевский, Харьковский, Северо-Кавказский, Закавказский, Средне-Азиатский, Приволжский, Уральский, Сибирский, Забайкальский и Дальневосточный.
Имевшееся деление округов на «приграничные» и «внутренние» дополнилось делением на «лобовые» и «тыловые» округа. Теперь те управления «приграничных» округов, которые являлись «лобовыми», должны были разворачиваться в управления фронтов, а мобилизационные ресурсы «тыловых» или «внутренних» округов должны были их пополнять. Группа в один «приграничный» и два «внутренних» военных округа стала составлять «стратегическое направление».
17 мая в соответствии с приказом НКО СССР № 079 создан Харьковский ВО в результате разделения Украинского ВО на Киевский и Харьковский.
Состав войск округа на 1 июля:
- 14-й стрелковый корпус. Управление корпуса в городе Харьков. Командир корпуса

- Управление 23-й Краснознамённой, ордена Ленина стрелковой дивизии (территориальной) в г. Харьков.
- Управление 25-й Краснознамённой стрелковой дивизии имени В. И. Чапаева (территориальной) в г. Полтава.
- Управление 75-й стрелковой дивизии (территориальной) в г. Лубны.

- 7-й стрелковый корпус. Управление корпуса в г. Днепропетровск. Командир корпуса

- Управление 30-й Иркутской Краснознамённой, ордена Ленина стрелковой дивизии имени ВЦИК (территориальной) в г.Днепропетровск.
- Управление 41-й стрелковой дивизии (территориальной) в г. Кривой Рог.
- Управление 80-й ордена Ленина стрелковой дивизии Донбасса (территориальной) в г. Артёмовск.

- Крымская АССР РСФСР:

- Управление 3-й Крымской стрелковой дивизии имени ЦИК Крымской АССР (смешанной) в г. Симферополь.

- Отдельный учебный танковый полк.[7]

22 сентября народный комиссар обороны СССР и начальник Генерального штаба утвердили план развёртывания стрелковых войск до 100 стрелковых дивизий. Оперативный план развёртывания Красной Армии в 1936 г. предусматривал формирование новых дивизий, перевод части стрелковых дивизий на штат военного времени (13 000 человек) или на штат с увеличением численности личного состава (10 000, 8000, 6000 человек). Сокращалось количество территориальных дивизий, но штат составлял 3100 человек. Для объединения войск укреплённых районов приграничных округов планировалось создание 4-х новых управлений стрелковых корпусов — 13-го, 23-го, 33-го, 43-го. Управления 26-го и 39-го стрелковых корпусов формировались в ОКДВА. Управление 2-го стрелкового корпуса становилось кадровым и перемещалось в БелВО. На 1936 г. было запланировано введение общей «сквозной» нумерации для всех стрелковых соединений и частей. Границы Советского Союза в течение 1936 года должны были быть усилены.
12 декабря 1935 г. на базе Отдельного учебного танкового полка в округе в г. Харькове началось формирование 5-й отдельной тяжёлой танковой бригады. Командиром бригады назначен полковник Михаил Сергеевич Факторович.

## 1936 год
1 января 1936 года Харьковский военный округ входил в состав Юго-Западного направления.
- В его составе были:
  - 7-й стрелковый корпус территориальный (23, 25, 30, 75-я стрелковая дивизия), с управлением корпуса в г. Днепропетровск.
    - 23-я стрелковая дивизия территориальная (тип «Б»).
    - 25-я стрелковая дивизия территориальная (тип «А»).
    - 30-я стрелковая дивизия территориальная (тип «А»).
    - 75-я стрелковая дивизия территориальная (тип «А»).

  - 14-й стрелковый корпус территориальный (3, 41, 80-я стрелковая дивизия), с управлением корпуса в г. Симферополь.
    - 3-я стрелковая дивизия смешанная.
    - 41-я стрелковая дивизия территориальная (тип «А»).
    - 80-я стрелковая дивизия территориальная (тип «А»).

  - 5-я отдельная тяжёлая танковая бригада

После проведения организационных мероприятий в 1936—1937 годах войска Харьковского военного округа должны были иметь состав: 7-й территориальный стрелковый корпус (23, 25, 30, 75 стрелковая дивизия),
с управлением корпуса в г. Днепропетровске. 23-я кадровая стрелковая дивизия (6560 чел.), 25-я кадровая стрелковая дивизия (6560 чел.), 30-я территориальная стрелковая дивизия (3100 чел.), 75-я территориальная стрелковая дивизия (3100 чел.). 14-й территориальный стрелковый корпус (3, 41, 80 сд), с управлением корпуса в Симферополе.
3-я кадровая стрелковая дивизия (6560 чел.), 41-я территориальная стрелковая дивизия (3100 чел.), 80-я территориальная стрелковая дивизия (3100 чел.).
5-я отдельная тяжёлая танковая бригада (5 оттбр) дислоцировалась бригада в г. Харькове, а летние лагеря находились в г. Чугуеве. На вооружении состояли средние танки Т-28 и тяжёлые танки Т-35А.
21 мая приказом наркома обороны СССР 5 оттбр выделена в Резерв Главного Командования. Она теперь предназначалась для качественного усиления стрелковых и танковых соединений при прорыве укреплённых полос обороны противника.

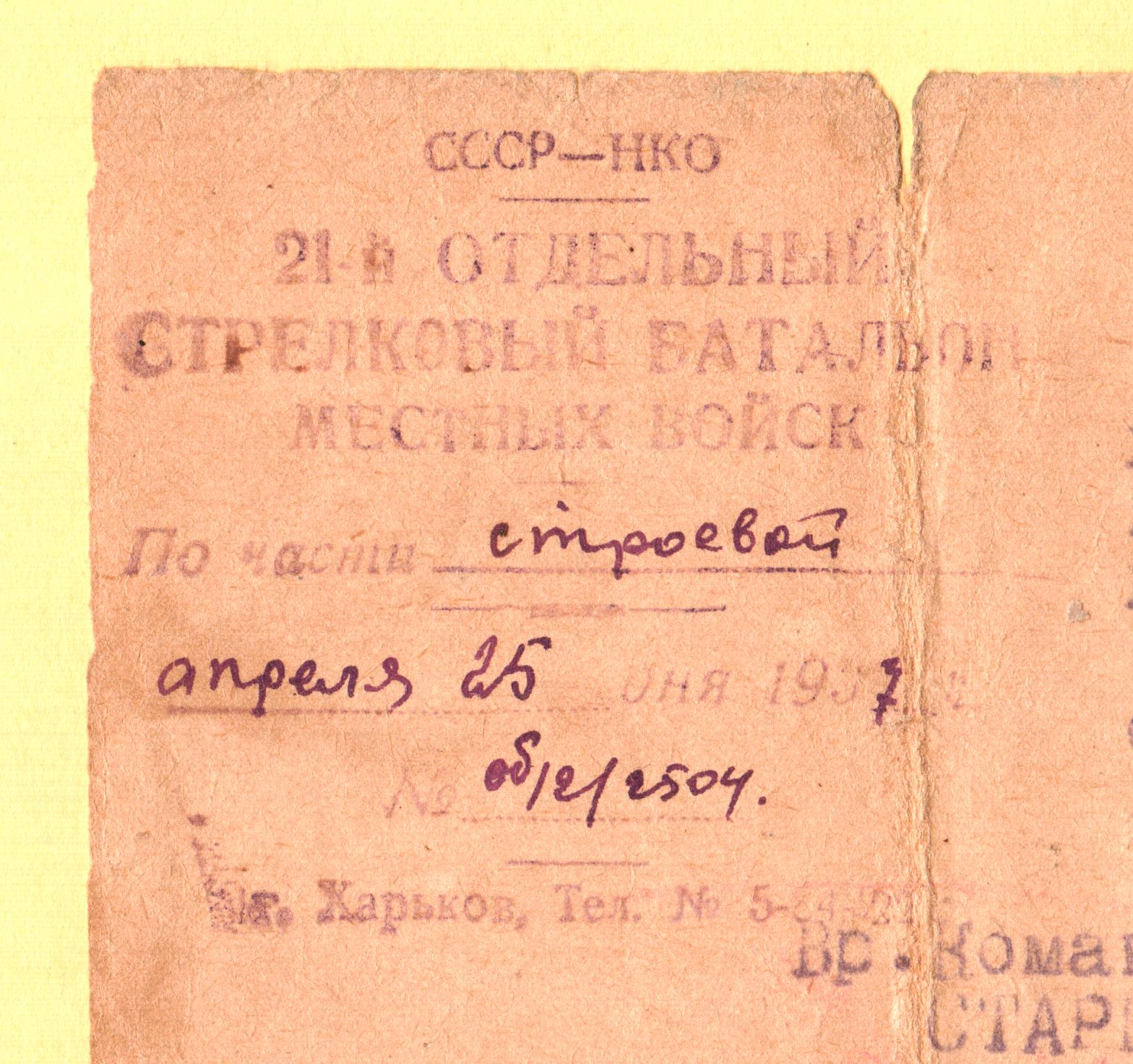
Оттиск углового штампа 21 осбата мв, 1937 год.

## 1939 год
В марте 1939 года 5 оттбр была передана в состав Киевского Особого военного округа и передислоцирована в г. Житомир на территорию Житомирской армейской группы.
13 июля Комитет обороны при СНК СССР утвердил постановление № 199сс о развёртывании стрелковых соединений.
1 августа. В округе дислоцировались следующие соединения:
— Харьковская область: 23-я Харьковская сд 7-го территориального стрелкового корпуса с управлением дивизии в г. Харьков.
— Днепропетровская область: 7-й территориальный стрелковый корпус (23, 25, 30, 75 сд),
с управлением корпуса в г. Днепропетровске. 25-я сд имени В. И. Чапаева, с управлением дивизии в г. Полтаве. 30-я Иркутская имени ВЦИК сд, с управлением дивизии в г. Днепропетровске. 75 сд, с управлением дивизии в г. Лубны.
Корпусные части:
7-й тяжёлый артполк дислоцировался в г. Днепропетровске,
7-й батальон связи дислоцировался в г. Днепропетровске,
7-й сапёрный батальон дислоцировался в г. Днепропетровске,
7-я гидротехническая рота дислоцировалась в г. Днепропетровске.
— Донецкая область: 80 сд 14-го территориального стрелкового корпуса, с управлением дивизии в г. Артемовске.
— Крымская АССР РСФСР: 14-й территориальный стрелковый корпус (3, 41, 80 сд), с управлением корпуса в г. Симферополь. 3-я Крымская сд, с управлением дивизии в г. Симферополе. 41 сд, с управлением дивизии в … Корпусные части: 14-й тяжёлый артполк, 14-й батальон связи, 14-й сапёрный батальон, 14-я гидротехническая рота .
15 августа Нарком обороны издал директивы № 4/2/48605 для ХВО, по которым им предписывалось с 25 августа по 1 декабря 1939 г. сформировать новые управления стрелковых корпусов, перевести кадровые дивизии на новый штат в 8 900 человек и развернуть дивизии тройного развёртывания по 6000 человек.
25 августа в округе началось формирование новых управлений стрелковых корпусов, перевод кадровых стрелковых дивизий на новый штат в 8900 человек и развёртывание дивизий в 6000 человек, так называемых тройчаток. Мероприятия эти проводились по директиве НКО СССР № 4/2/48605 от 15.8.1939.
- 7-й стрелковый корпус (23, 25, 30, 75 сд) в 1935—1939 годах, с управлением корпуса в г. Днепропетровске.

- 23-я стрелковая дивизия на основе своих полков формировала новую 23-ю дивизию в Харькове, 134-ю дивизию в Мариуполе, 162-ю дивизию в Ахтырке.
- 25-я стрелковая дивизия на основе своих полков формировала новую 25-ю в Полтаве, 116-ю в Кременчуге, 147-ю в Лубнах.
- 30-я стрелковая дивизия на основе своих полков формировала новую 30-ю в Днепропетровске, 132-ю в Павлограде, 156-ю в Запорожье.
- 75-я стрелковая дивизия управление дивизии в г. Лубны.

- 14-й стрелковый корпус (3, 41, 80-я сд) в 1935—1939 годах, с управлением корпуса в г. Симферополь. Корпус охранял морскую границу СССР.

- 3-я Крымская стрелковая дивизия с управлением дивизии в г. Симферополе.
- 41-я стрелковая дивизия с управлением дивизии …
- 80-я стрелковая дивизия на основе своих полков формировала новую 80-ю в Мариуполе, 141-ю в Славянске, 192-ю в Ворошиловограде.

1 сентября Верховный Совет СССР принял Закон «О всеобщей воинской обязанности». Этим законом вводилась новая система комплектования Вооружённых Сил СССР и таким образом завершался переход от территориальной системы к кадровой системе комплектования личным составом. Призывной возраст граждан снижался с 21 года до 19 лет, а для окончивших среднюю школу (10 классов) — до 18 лет. Вместе с этим увеличивались сроки действительной военной службы радового и сержантского состава в сухопутных войсках и авиации до 3-х лет, на флоте — до 5-ти лет. В запасе теперь граждане должны были находиться до 50-тилетнего возраста. Эти перемены были направлены на то, чтобы обучение и воспитание защитников социалистического Отечества было полным.
1 сентября началась германо-польская война.
9 сентября в округе по директиве НКО СССР № 4/2/48902 (дополнение к Д-№ 4/3/48846) дополнительно к проводимым мероприятиям формируются три дивизии: 134 (вместо убывшей 3 сд), 200, 151 сд.
17 сентября начался поход Красной Армии в Западную Украину и в Западную Белоруссию.
В октябре из Киевского Особого и Харьковского военных округов выделяется Одесский военный округ. В состав Харьковского военного округа теперь входили Харьковская, Сумская, Полтавская, Ворошиловградская, Донецкая и Черниговская области.
31 декабря директивой НКО для ХВО № 4/2/103009 реорганизуется в гсд в округе — 1: 192-я стрелковая дивизия; расформировывается в округе — 1: 162-я стрелковая дивизия.

## 1940 год
В марте 1940 г. сформирован 67-й стрелковый корпус. Управление корпуса дислоцировалось в Полтаве. В состав корпуса должны были войти 102-я стрелковая дивизия, 132-я стрелковая дивизия, 151-я стрелковая дивизия.
1 апреля 1940 г. из Харьковского военного округа в Одесский военный округ переведён 14-й стрелковый корпус, имевший в своём составе 23-ю, 25-ю , 147-ю стрелковые дивизии.
4 апреля 1940 года из Одесского военного округа в Харьковский военный округ переведены 132-я и 151-я стрелковые дивизии. Обе дивизии переведены из штата 6 000 человек на штат в 12 000 человек.
4 апреля из Харьковского военного округа в Московский военный округ переведены 25-я и 147-я стрелковые дивизии численностью в 12 000 человек.
29 октября 1940 года завершала формирование 52-я легкотанковая бригада. Заместитель командира бригады по политической части полковой комиссар П. И. Набатов, начальник штаба бригады подполковник А. В. Чепурной. На 29 октября в бригаде было 1532 человека л/с, 501 винтовка, 192 пулемёта (вместе с танковыми), 53 45-мм пушки (вместе с танковыми), 9 легковых и 84 грузовых автомобиля, 91 лёгкий танк Т-26, 6 радиостанций, 24 трактора. Дислоцировалась бригада в г. Глухове (планировалось в Чернигове).
28 ноября 1940 года сформирована 31-я легкотанковая бригада (2-го формирования).
Командиром бригады назначен полковник А. С. Белоглазов (с 28.11.40), заместителем командира бригады по политической части — полковой комиссар П. М. Латышев, начальником штаба — подполковник Г. С. Рудченко. Дислоцировалась бригада в г. Чугуеве. (См. сайт Мехкорпуса)

## 1941 год
1 января 1941 года.
13-й запасной автотракторный батальон (г. Днепропетровск).
20 февраля 1941 года.
- В округе начал формироваться 25-й механизированный корпус из 52-й легкотанковой бригады на танках Т-26 (дислоцировалась в г. Глухов), 31-й легкотанковой бригады и других частей. На 20 февраля в корпусе было 163 танка.

- 50-я танковая дивизия формировалась на базе 52-й легкотанковой бригады на танках Т-26 (г. Глухов).

Командир 52 лтбр полковник Б. С. Бахаров назначен командиром 50 тд.
- 55-я танковая дивизия формировалась на базе 31-й легкотанковой бригады. Заместитель по политической части бригады полковой комиссар П. М. Латышев назначен заместителем командира 55 тд по политчасти. Начальник штаба бригады подполковник Г. С. Рудченко назначен начальником штаба 55 тд.
- 219-я моторизованная дивизия. Заместитель командира 52 лтбр полковой комиссар П. И. Набатов назначен заместителем командира дивизии по политчасти.

31 марта 1941 года продолжалось формирование 25-го механизированного корпуса. Командир корпуса генерал-майор С. М. Кривошеин, заместитель командира корпуса по политической части бригадный комиссар Н. Г. Кудинов (с 20.03.41), помощник по технической части — военинженер 1 ранга И. В. Котляров, начальник штаба корпуса полковник Д. М. Гриценко. Управление корпуса, корпусные части и 50 тд дислоцировались в г. Харькове, 55 тд — в г. Чугуеве, 219 мд — в г. Ахтырка.
50-я танковая дивизия. Командир дивизии полковник Б. С. Бахаров. Заместитель командира дивизии по строевой части комбриг Г. Э. Ленько. Заместитель командира дивизии по политической части полковой комиссар П. П. Миркин. Помощник командира дивизии по технической части военинженер 2 ранга Н. И. Васильев. Начальник штаба дивизии подполковник А. В. Чепурной.
Состав дивизии: 99, 100-й танковые, 50-й мотострелковый, 50-й гаубичный полки.
55-я танковая дивизия. Командир дивизии полковник В. М. Баданов. Заместитель командира дивизии по строевой части полковник И. В. Васильев. Заместитель командира дивизии по политической части полковой комиссар П. М. Латышев. Начальник штаба дивизии подполковник Г. С. Рудченко.
Состав дивизии: 109, 110-й танковые, 55-й мотострелковый, 55-й гаубичный полки.
219-я моторизованная дивизия. Командир дивизии генерал-майор П. П. Корзун.
Заместитель командира дивизии по строевой части — полковник И. Ф. Лунев.
Заместитель командира дивизии по политической части — полковой комиссар П. И. Набатов.
Состав дивизии: 710, 727-й мотострелковые, 136-й танковый, 673-й артиллерийский полки.
24 июня 1941 года ночью штаб 25-го мехкорпуса получил приказ командующего войсками Харьковского военного округа о погрузке на железную дорогу 24 июня. Начальник штаба корпуса полковник Н. Е. Аргунов и начальник оперативного отдела майор Ф. И. Коновалов приступили к планированию мероприятий на совершение марша по железной дороге. В этот же день на станции Залютино погрузились управление корпуса с отдельным батальоном связи. Из Харькова управление корпуса должно было проследовать по маршруту Харьков — Полтава — Кременчуг — Знаменка — Смела — Корсунь в тыл Юго-Западного фронта.
Состав, организация, дислокация Военно-воздушных сил Харьковского военного округа
- на 20 октября 1939 года
  - численность — 5088 человек[10]
  - окружное управление ВВС — штат 2/904[10]

## Командование войсками округа (1864—1888)

### Командующие войсками округа
- 10.08.—26.10.1864 — генерал-адъютант, генерал от кавалерии фон дер Лауниц, Василий Фёдорович
- 08.1864—02.1865 — генерал-адъютант, генерал от артиллерии Мерхилевич, Сигизмунд Венедиктович 1-й
- 06.01.1865—30.08.1869 — генерал-адъютант, генерал-лейтенант (с 1869 — генерал от кавалерии) Бреверн де Лагарди, Александр Иванович
- 30.08.1869—29.11.1875 — генерал-лейтенант (с 1870 г. — генерал от инфантерии) Карцов, Александр Петрович
- 12.1875—30.10.1877 — генерал-адъютант, генерал-лейтенант граф Сумароков-Эльстон, Феликс Николаевич
- 1877—1879 — генерал-адъютант, генерал-лейтенант Минквиц, Александр Фёдорович
- 07.04.1879—12.02.1880 — генерал-адъютант, генерал от кавалерии граф Лорис-Меликов, Михаил Тариелович
- 14.02.1880—14.01.1881 — генерал-адъютант, генерал от кавалерии князь Дондуков-Корсаков, Александр Михайлович
- 14.01.1881—08.05.1882 — генерал-адъютант, генерал от инфантерии князь Святополк-Мирский, Дмитрий Иванович
- 08.05.1882—1.11.1888 — генерал-адъютант, генерал от инфантерии Радецкий, Фёдор Фёдорович

### Начальники штаба
- 10.08.1864—12.05.1865 — генерал-майор Рооп, Христофор Христофорович
- 05.1865—06.1866 — генерал-майор Клугин, Лавр Никанорович
- 04.1866—10.1873 — генерал-майор Батезатул, Александр Михайлович
- 12.1873—12.1874 — генерал-майор Петрушевский, Михаил Фомич
- 18.12.1874—18.12.1884 — полковник, с 1875 — генерал-майор Гончаров, Степан Осипович
- 12.1884—10.1888 — генерал-майор Эллерс, Александр Фёдорович

## Командование войсками УВО (1922—1935)

### Командующие войсками округа
- июнь 1922 — март 1924 — М. В. Фрунзе,
- апрель 1924 — март 1925 — А. И. Егоров,
- март 1925 — май 1935 — И. Э. Якир.

### Члены Реввоенсовета округа
- июнь—декабрь 1922 — В. П. Затонский,
- июнь—декабрь 1922 — С. К. Минин (второй член Реввоенсовета),
- декабрь 1921—1925 — Н. Ф. Новиков,
- 1925 — июнь 1927 — Н. Ф. Кучмин,
- июнь 1927 — январь 1929 — Л. С. Дегтярёв,
- январь—декабрь 1929 — Г. Г. Ястребов,
- январь 1930 — декабрь 1933 — Г. Д. Хаханьян,
- январь 1934 — май 1935 — М. П. Амелин.

### Начальники штаба округа
- июнь—август 1922 — Н. В. Соллогуб,
- август 1922 — август 1923 — А. К. Андерс,
- август 1923 — июль 1924 — В. Н. Чернышёв,
- июль—декабрь 1924 — И. А. Томашевич,
- декабрь 1924 — декабрь 1925 — С. А. Меженинов,
- декабрь 1925 — декабрь 1928 — П. П. Лебедев,
- декабрь 1928 — февраль 1931 — С. А. Пугачёв,
- февраль 1931 — май 1935 — Д. А. Кучинский.

## Командование войсками ХВО (1919, 1920—1922, 1935—1941, 1943—1946)

### Командующие войсками
- февраль—июнь 1919 — С. Л. Козюра,
- июнь—август 1919 — А. И. Кашкаров,
- август—сентябрь 1919 — А. В. Сурик,
- февраль—июль 1920 — В. В. Шарапов,
- июль—сентябрь 1920 — И. П. Шелыхманов,
- сентябрь—октябрь 1920 — Г. Д. Базилевич,
- январь—февраль 1921 — Ф. М. Орлов,
- март—июнь 1921 — Р. П. Эйдеман,
- июнь 1921 — апрель 1922 — А. И. Корк,
- июнь 1935 — август 1937 — командарм 2-го ранга И. Н. Дубовой,
- сентябрь 1937 — февраль 1938 — командарм 2-го ранга С. К. Тимошенко,
- февраль—апрель 1938 — комдив Ф. А. Ершаков (и. о.),
- 02 апреля 1938 — 11 апреля 1940 — комкор И. К. Смирнов,
- 11 апреля — 18 декабря 1940 — генерал-лейтенант М. П. Ковалёв,
- 18 декабря 1940 — 26 июня 1941 — генерал-лейтенант А. К. Смирнов,
- июль—октябрь 1941 — генерал-майор А. Н. Черников (и. о.),
- 26 сентября—23 ноября 1941 — генерал-лейтенант В. И. Кузнецов,
- ноябрь 1941 — генерал-майор танковых войск Н. В. Фекленко (врио),
- сентябрь—декабрь 1943 — генерал-полковник Я. Т. Черевиченко,
- декабрь 1943 — март 1944 — генерал-лейтенант В. Ф. Герасименко,
- 23 марта — 24 июня 1944 — генерал-лейтенант С. А. Калинин,
- июль 1944 — июль 1945 — генерал-майор, с ноября 1944 генерал-лейтенант П. С. Курбаткин,
- 09 июля 1945 — март 1946 — генерал армии И. В. Тюленев,
- март—май 1946 — генерал-лейтенант Ф. А. Парусинов (врио).

### Члены Военного Совета
- 14.05.1921—06.09.1921 — Е. И. Вегер,
- 14.05.1921—09.07.1921 — Козловский Б.,
- 09.07.1921—27.04.1922 — Дегтярев,
- 04.04.1921—27.04.1922 — В. В. Шарапов,
- сентябрь 1935 — декабрь 1936 — армейский комиссар 2-го ранга С. Н. Кожевников,
- декабрь 1936 — май 1937 — корпусной комиссар Е. А. Щаденко,
- май—ноябрь 1937 — дивизионный комиссар Н. Н. Блуашвили,
- апрель 1938 — ноябрь 1936 — комкор И. К. Смирнов[11],
- ноябрь 1939 — июль 1941 — корпусной комиссар Т. Л. Николаев,
- июль—август 1941 — бригадный комиссар А. В. Щелаковский,
- август—ноябрь 1941 — бригадный комиссар Г. А. Комаров,
- сентябрь 1943 — июль 1945 — генерал-майор П. И. Крайнов,
- июль 1945 — май 1946 — генерал-лейтенант В. П. Мжаванадзе.

### Начальники штаба округа
- июль 1935 — май 1937 — комдив П. Л. Соколов-Соколовский,
- июнь — сентябрь 1937 — полковник Е. К. Собянин,
- ноябрь 1937 — май 1938 — комдив И. В. Смородинов,
- май—июль 1938 — комдив И. Г. Захаркин,
- апрель 1939 — декабрь 1940 — комбриг, с ноября 1939 комдив В. И. Тупиков,
- декабрь 1940 — июль 1941 — генерал-майор В. Я. Колпакчи,
- июль—ноябрь 1941 — полковник Н. А. Москвин,
- ноябрь 1941 — генерал-майор П. В. Котелков,
- сентябрь—октябрь 1943 — полковник П. Н. Никулин (врио),
- октябрь 1943 — июль 1945 — генерал-майор Н. А. Чернышевич,
- июль—август 1941 — полковник Б. Ф. Коржаков (и. о.),
- сентябрь 1945 — май 1946 — генерал-лейтенант Г. К. Буховец.

### Заместители командующего войсками округа
- 1935—1936 — комкор С. А. Туровский
- 1936—1937 — комдив К. Ф. Квятек